# Język kurukh
Język kurukh, kuruch (dewanagari: कुरुख़) – język należący do rodziny drawidyjskiej, używany przez Adiwasich z plemion Oraon i Kisan w indyjskich stanach Bihar, Jharkhand, Orissa, Madhya Pradesh, Chhattisgarh i Bengal Zachodni, a także w północnym Bangladeszu i w mniejszym zakresie w Bhutanie. 
Najbliżej spokrewniony jest z językiem brahui i malto (paharia).
W 2007 r. oszacowano, że wszystkie dialekty mają łącznie 1,5 mln użytkowników. Według danych z 2011 r. liczy blisko 2 mln mówiących w Indiach. W Bangladeszu posługuje się nim 50 tys. osób (2011), a niewielka społeczność w Bhutanie – 4200 (2002).
Potencjalnie zagrożony wymarciem.